# Davud Karimi
Davud Karimi (* 8. Oktober 1984 in der Aserbaidschanischen SSR) ist ein aserbaidschanischer Fußballspieler, der bei Fethiyespor unter Vertrag steht.

## Karriere

### Verein
Karimi verbrachte insgesamt sieben Jahre im aserbaidschanischen Profifußball. Zur Sommerpause 2013 wechselte er in die türkische TFF 1. Lig zum Aufsteiger Fethiyespor. Da er aserbaidschanischer Staatsbürger ist, wird er hier unter einem gesonderten Status spielen und somit keinen regulären Ausländerplatz belegen.